# Barry Le Va
Barry Le Va (Long Beach, 28 december 1941 – New York, 24 januari 2021) was een Amerikaans beeldend kunstenaar.

## Biografie
Le Va studeerde eerst aan de California State University - Long Beach (1960 - 1963) om vervolgens verder te studeren aan de Los Angeles College of Art & Design en het Otis College of Art and Design alwaar hij een "Master of Fine Arts" behaalde in 1967.
Hij was aan de slag bij het Minneapolis College of Art & Design tussen 1968 en 1970 en had een lesopdracht van 1973 tot 1974 aan de Princeton-universiteit. Sinds 1976 was hij verbonden aan de Yale-universiteit. 

## Prijzen en eerbetoon
- 1968 - Young Talent Grant - Los Angeles County Museum of Art
- 1974 - Guggenheim Fellowship
- 1976 - National Endowment for the Arts Fellowship
- 2000 - Nominatie Hugo Boss-prijs